# Kevin Ceccon
Kevin Ceccon (ur. 24 września 1993 w Clusone) – włoski kierowca wyścigowy.

## Życiorys

### Karting
Ceccon osiągnął w Kartingu wiele sukcesów. W 2005 roku osiągnął piąte miejsce w Copa Campeones klasy Junior Trophy. Podczas Italian Open Masters KF3 osiągnął czwarte miejsce w 2005 roku, a w 2008 był pierwszy.

### Formuła 3
W 2009 Ceccon awansował z Kartingu do Europejskiej Formuły Trzy, trafił do zespołu RP Motors. Po słabym początku sezonu, zdobył punktów w dziewięciu wyścigach, co dało mu 11 pozycję w klasyfikacji. Czwarte miejsca na Donington Park i Monza były jego najlepszymi wynikami. Brał także udział w trzech rundach włoskiej Formuły 3 sezonie, punktując w czterech wyścigach.
Ceccon został z zespołem w sezonie 2010, w którym udało mu się zdobyć czwarte miejsce w końcowej klasyfikacji, które uwieńczył  zwycięstwem podczas finałowej rundy w po przerwę na pół podium miejsc, w tym swoje pierwsze zwycięstwo w serii finałowej rundy roku w Barcelonie. We wrześniu 2010 Ceccon wystąpił jednorazowy we włoskiej Formule 3 w Vallelunga, gdzie nie ukończył pierwszego wyścigu, a w drugim był 12.

### Auto GP
W 2011 roku Ceccon zdobył tytuł mistrzowski w Auto GP jeżdżąc dla zespołu Ombra Racing.

### GP3
W 2012 roku Ceccon jeździł w zespole Ocean Racing Technology w GP3. Raz stanął na podium (pierwszy wyścig w Monako - 3 miejsce) i ukończył sezon na 9 pozycji.
W sezonie 2014 podczas rundy w Belgii dołączył do stawki serii GP3 ze szwajcarską ekipą Jenzer Motorsport. Wystartował łącznie w ośmiu wyścigach, spośród których czterokrotnie zdobywał punkty. Uzbierał łącznie dwadzieścia punktów, które zapewniły mu piętnaste miejsce w końcowej klasyfikacji kierowców.

### GP2
W maju 2011 ogłoszono, że Ceccon wystąpi w GP2 podczas wyścigu w Barcelonie i Monako dla Scuderia Coloni, zastępując innego włoskiego kierowcę Davide Rigona, który został ranny w pierwszej rundzie sezonu w Stambule. W ten sposób został najmłodszym w historii kierowcą GP2, bijąc rekord Hiszpana Javiera Villi o prawie rok.
W serii GP2 pojawił się ponownie w 2013 roku. Reprezentował barwy Trident Racing. Podczas głównego wyścigu w Monako po raz pierwszy stanął na podium zajmując drugie miejsce. W czasie głównego wyścigu na Nürburgringu doznał kontuzji, która wykluczyła go ze startów w dalszej części sezonu. Z dorobkiem 28 punktów uplasował się na 17. pozycji w klasyfikacji generalnej.
Do startów powrócił dopiero w 2014 drugiej połowie sezonu. We szwajcarskim zespole Jenzer Motorsport zastąpił Austriaka Christophera Höhera. Wystartował w ośmiu wyścigach, spośród których czterokrotnie sięgał po punkty. Najlepszy wynik uzyskał w sobotniej rywalizacji, na torze w Soczi, gdzie był piąty. W ogólnej punktacji zajął 15. miejsce.
W sezonie 2015 nawiązał współpracę z brytyjską ekipą Arden. Włoch odnotował udaną pierwszą połowę sezonu, w której trzykrotnie meldował się na podium, w tym dwukrotnie na jego najwyższym stopniu (były to niedzielne sprinty na torach w Wielkiej Brytanii i na Węgrzech). W drugiej przez różne sytuacje spisał się wyraźnie słabiej. W ostatnich sześciu startach nie zdobył punktów. W konsekwencji zamiast zrealizować szansę na piątą lokatę, ostatecznie zmagania zakończył jako siódmy.

## Wyniki

### GP2
| Legenda oznaczeń w tabelach wyników Wyświetl szablon na nowej stronie | Legenda oznaczeń w tabelach wyników Wyświetl szablon na nowej stronie                                                                     |
| Oznaczenie                                                            | Wyjaśnienie |
| --------------------------------------------------------------------- | --- |
| Złoty                                                                 | Zwycięzca lub mistrzostwo |
| Srebrny                                                               | 2. miejsce lub wicemistrzostwo |
| Brązowy                                                               | 3. miejsce lub II wicemistrzostwo |
| Zielony                                                               | Ukończył, punktował (w klasyfikacji generalnej, gdy zdobył co najmniej jeden punkt na przestrzeni sezonu, poza trzema powyższymi opcjami) |
| Niebieski                                                             | Ukończył, nie punktował (w klasyfikacji generalnej, gdy nie zdobył co najmniej jednego punktu na przestrzeni sezonu)                      |
| Czerwony                                                              | Nie zakwalifikował się (NZ) |
| Czerwony                                                              | Nie prekwalifikował się (NPK) |
| Różowy                                                                | Nie ukończył (NU) |
| Różowy                                                                | Niesklasyfikowany (NS) (w klasyfikacji generalnej, gdy nie został sklasyfikowany w żadnym wyścigu sezonu)                                 |
| Czarny                                                                | Zdyskwalifikowany (DK) |
| Czarny                                                                | Wykluczony (WYK/EX) |
| Biały                                                                 | Nie wystartował (NW) |
| Biały                                                                 | Kontuzjowany (K/INJ) |
| Biały                                                                 | Wyścig odwołany (OD/C) |
| Bez koloru                                                            | Został wycofany (WYC/WD) |
| Bez koloru                                                            | Nie przybył (NP/DNA) |
| Bez koloru                                                            | Nie brał udziału w treningach (NT/DNP) |
| Bez koloru                                                            | Nie został zgłoszony (–) |
| Pogrubienie                                                           | Start z pole position |
| Kursywa                                                               | Najszybsze okrążenie wyścigu |
| †                                                                     | Nie ukończył, ale jego rezultat został zaliczony ze względu na przejechanie więcej niż 90% dystansu wyścigu.                              |
| *                                                                     | Sezon w trakcie |
| 1/2/3                                                                 | Punktowana pozycja w sprincie kwalifikacyjnym                                                                                             |
| Lista systemów punktacji Formuły 1                                    | |

| Rok  | Zespół          | Wyniki w poszczególnych eliminacjach | Wyniki w poszczególnych eliminacjach | Wyniki w poszczególnych eliminacjach | Wyniki w poszczególnych eliminacjach | Wyniki w poszczególnych eliminacjach | Wyniki w poszczególnych eliminacjach | Wyniki w poszczególnych eliminacjach | Wyniki w poszczególnych eliminacjach | Wyniki w poszczególnych eliminacjach | Wyniki w poszczególnych eliminacjach | Wyniki w poszczególnych eliminacjach | Wyniki w poszczególnych eliminacjach | Wyniki w poszczególnych eliminacjach | Wyniki w poszczególnych eliminacjach | Wyniki w poszczególnych eliminacjach | Wyniki w poszczególnych eliminacjach | Wyniki w poszczególnych eliminacjach | Wyniki w poszczególnych eliminacjach | Wyniki w poszczególnych eliminacjach | Wyniki w poszczególnych eliminacjach | Wyniki w poszczególnych eliminacjach | Wyniki w poszczególnych eliminacjach | Punkty | Pozycja |
| ---- | --------------- | ------------------------------------ | ------------------------------------ | ------------------------------------ | ------------------------------------ | ------------------------------------ | ------------------------------------ | ------------------------------------ | ------------------------------------ | ------------------------------------ | ------------------------------------ | ------------------------------------ | ------------------------------------ | ------------------------------------ | ------------------------------------ | ------------------------------------ | ------------------------------------ | ------------------------------------ | ------------------------------------ | ------------------------------------ | ------------------------------------ | ------------------------------------ | ------------------------------------ | ------ | ------- |
| 2011 | Scuderia Coloni | TUR                                  | TUR                                  | ESP                                  | ESP                                  | MON                                  | MON                                  | VAL                                  | VAL                                  | GBR                                  | GBR                                  | DEU                                  | DEU                                  | HUN                                  | HUN                                  | BEL                                  | BEL                                  | ITA                                  | ITA                                  |                                      |                                      |                                      |                                      | 0      | 30      |
| 2011 | Scuderia Coloni | -                                    | -                                    | 19                                   | 15                                   | 11                                   | 12                                   | 18                                   | 20†                                  | 20                                   | NU                                   | -                                    | -                                    | -                                    | -                                    | -                                    | -                                    | -                                    | -                                    |                                      |                                      |                                      |                                      | 0      | 30      |
| 2013 | Trident Racing  | MAL                                  | MAL                                  | BHR                                  | BHR                                  | ESP                                  | ESP                                  | MON                                  | MON                                  | GBR                                  | GBR                                  | DEU                                  | DEU                                  | HUN                                  | HUN                                  | BEL                                  | BEL                                  | ITA                                  | ITA                                  | SIN                                  | SIN                                  | ARE                                  | ARE                                  | 28     | 17      |
| 2013 | Trident Racing  | 17                                   | 22                                   | 11                                   | 10                                   | 7                                    | 7                                    | 2                                    | 7                                    | NU                                   | 12                                   | NU                                   | NW                                   | -                                    | -                                    | -                                    | -                                    | -                                    | -                                    | -                                    | -                                    | -                                    | -                                    | 28     | 17      |

### GP3
| Legenda oznaczeń w tabelach wyników Wyświetl szablon na nowej stronie | Legenda oznaczeń w tabelach wyników Wyświetl szablon na nowej stronie                                                                     |
| Oznaczenie                                                            | Wyjaśnienie |
| --------------------------------------------------------------------- | --- |
| Złoty                                                                 | Zwycięzca lub mistrzostwo |
| Srebrny                                                               | 2. miejsce lub wicemistrzostwo |
| Brązowy                                                               | 3. miejsce lub II wicemistrzostwo |
| Zielony                                                               | Ukończył, punktował (w klasyfikacji generalnej, gdy zdobył co najmniej jeden punkt na przestrzeni sezonu, poza trzema powyższymi opcjami) |
| Niebieski                                                             | Ukończył, nie punktował (w klasyfikacji generalnej, gdy nie zdobył co najmniej jednego punktu na przestrzeni sezonu)                      |
| Czerwony                                                              | Nie zakwalifikował się (NZ) |
| Czerwony                                                              | Nie prekwalifikował się (NPK) |
| Różowy                                                                | Nie ukończył (NU) |
| Różowy                                                                | Niesklasyfikowany (NS) (w klasyfikacji generalnej, gdy nie został sklasyfikowany w żadnym wyścigu sezonu)                                 |
| Czarny                                                                | Zdyskwalifikowany (DK) |
| Czarny                                                                | Wykluczony (WYK/EX) |
| Biały                                                                 | Nie wystartował (NW) |
| Biały                                                                 | Kontuzjowany (K/INJ) |
| Biały                                                                 | Wyścig odwołany (OD/C) |
| Bez koloru                                                            | Został wycofany (WYC/WD) |
| Bez koloru                                                            | Nie przybył (NP/DNA) |
| Bez koloru                                                            | Nie brał udziału w treningach (NT/DNP) |
| Bez koloru                                                            | Nie został zgłoszony (–) |
| Pogrubienie                                                           | Start z pole position |
| Kursywa                                                               | Najszybsze okrążenie wyścigu |
| †                                                                     | Nie ukończył, ale jego rezultat został zaliczony ze względu na przejechanie więcej niż 90% dystansu wyścigu.                              |
| *                                                                     | Sezon w trakcie |
| 1/2/3                                                                 | Punktowana pozycja w sprincie kwalifikacyjnym                                                                                             |
| Lista systemów punktacji Formuły 1                                    | |

| Rok  | Zespół                  | Wyniki w poszczególnych eliminacjach | Wyniki w poszczególnych eliminacjach | Wyniki w poszczególnych eliminacjach | Wyniki w poszczególnych eliminacjach | Wyniki w poszczególnych eliminacjach | Wyniki w poszczególnych eliminacjach | Wyniki w poszczególnych eliminacjach | Wyniki w poszczególnych eliminacjach | Wyniki w poszczególnych eliminacjach | Wyniki w poszczególnych eliminacjach | Wyniki w poszczególnych eliminacjach | Wyniki w poszczególnych eliminacjach | Wyniki w poszczególnych eliminacjach | Wyniki w poszczególnych eliminacjach | Wyniki w poszczególnych eliminacjach | Wyniki w poszczególnych eliminacjach | Wyniki w poszczególnych eliminacjach | Wyniki w poszczególnych eliminacjach | Punkty | Pozycja |
| ---- | ----------------------- | ------------------------------------ | ------------------------------------ | ------------------------------------ | ------------------------------------ | ------------------------------------ | ------------------------------------ | ------------------------------------ | ------------------------------------ | ------------------------------------ | ------------------------------------ | ------------------------------------ | ------------------------------------ | ------------------------------------ | ------------------------------------ | ------------------------------------ | ------------------------------------ | ------------------------------------ | ------------------------------------ | ------ | ------- |
| 2012 | Ocean Racing Technology | ESP                                  | ESP                                  | MON                                  | MON                                  | VAL                                  | VAL                                  | GBR                                  | GBR                                  | DEU                                  | DEU                                  | HUN                                  | HUN                                  | BEL                                  | BEL                                  | ITA                                  | ITA                                  |                                      |                                      | 56     | 9       |
| 2012 | Ocean Racing Technology | NU                                   | 10                                   | 3                                    | 6                                    | 7                                    | 4                                    | 8                                    | 7                                    | 17                                   | 15                                   | 4                                    | 8                                    | 12                                   | 19                                   | 13                                   | 9                                    |                                      |                                      | 56     | 9       |
| 2014 | Jenzer Motorsport       | ESP                                  | ESP                                  | AUT                                  | AUT                                  | GBR                                  | GBR                                  | DEU                                  | DEU                                  | HUN                                  | HUN                                  | BEL                                  | BEL                                  | ITA                                  | ITA                                  | RUS                                  | RUS                                  | ARE                                  | ARE                                  | 20     | 15      |
| 2014 | Jenzer Motorsport       | -                                    | -                                    | -                                    | -                                    | -                                    | -                                    | -                                    | -                                    | -                                    | -                                    | 11                                   | 11                                   | 12                                   | 6                                    | 5                                    | NU                                   | 9                                    | 6                                    | 20     | 15      |
| 2015 | Arden International     | ESP                                  | ESP                                  | AUT                                  | AUT                                  | GBR                                  | GBR                                  | HUN                                  | HUN                                  | BEL                                  | BEL                                  | ITA                                  | ITA                                  | RUS                                  | RUS                                  | BHR                                  | BHR                                  | ARE                                  | ARE                                  | 77     | 7       |
| 2015 | Arden International     | 7                                    | 6                                    | NU                                   | NW                                   | 7                                    | 1                                    | 7                                    | 1                                    | NU                                   | 13                                   | 3                                    | 4                                    | NU                                   | NW                                   | 14                                   | 18                                   | NU                                   | 10                                   | 77     | 7       |

### Podsumowanie
| Sezon | Seria                       | Zespół                  | Wyścigi | Zwycięstwa | pole position | NO | Podium | Punkty | Pozycja |
| ----- | --------------------------- | ----------------------- | ------- | ---------- | ------------- | -- | ------ | ------ | ------- |
| 2009  | European F3 Open            | RP Motorsport           | 16      | 0          | 0             | 0  | 0      | 34     | 11      |
| 2009  | Włoska Formuła 3            | RP Motorsport           | 6       | 0          | 0             | 0  | 0      | 11     | 14      |
| 2010  | European F3 Open            | RP Motorsport           | 16      | 1          | 0             | 0  | 6      | 92     | 4       |
| 2010  | Włoska Formuła 3            | RP Motorsport           | 2       | 0          | 0             | 0  | 0      | 0      | 28      |
| 2011  | Auto GP                     | Ombra Racing            | 14      | 1          | 0             | 3  | 5      | 130    | 1       |
| 2011  | Seria GP2                   | Scuderia Coloni         | 8       | 0          | 0             | 0  | 0      | 0      | 30      |
| 2012  | Seria GP3                   | Ocean Racing Technology | 16      | 0          | 0             | 2  | 1      | 56     | 9       |
| 2013  | Seria GP2                   | Trident Racing          | 13      | 0          | 0             | 0  | 1      | 28     | 17      |
| 2013  | International GT Open - GTS | Ombra Racing            | 2       | 0          | 0             | 0  | 0      | 0      | NS      |
| 2014  | Seria GP3                   | Jenzer Motorsport       | 8       | 0          | 0             | 0  | 0      | 20     | 15      |
| 2015  | Seria GP3                   | Arden International     | 18      | 2          | 0             | 1  | 3      | 77     | 7       |